# Dialectica permixtella
Dialectica permixtella är en fjärilsart som beskrevs av Walsingham 1897. Dialectica permixtella ingår i släktet Dialectica och familjen styltmalar.
Artens utbredningsområde är:
- Dominikanska republiken.
- Grenada.

Inga underarter finns listade i Catalogue of Life.